# Sergentomyia coronata
Sergentomyia coronata är en tvåvingeart som först beskrevs av Quate 1967.  Sergentomyia coronata ingår i släktet Sergentomyia och familjen fjärilsmyggor. Inga underarter finns listade i Catalogue of Life.